# 32522 Judiepersons
32522 Judiepersons este o planetă minoră (asteroid) din centura de asteroizi. A fost descoperită pe 29 iulie 2001 la Experimental Test Site⁠(d) de Lincoln Near-Earth Asteroid Research. 
Obiectul prezintă o orbită caracterizată de o semiaxă mare de 2,3768216 UAi, o excentricitate de 0,12, o înclinație de 5,99912 ° în raport cu ecliptica.